# Обыкновенная Арктика
«Обыкнове́нная А́рктика» — советский художественный полнометражный цветной фильм 1976 года, снятый на киностудии Ленфильм. Фильм снят по мотивам соцреалистических рассказов Бориса Горбатова. Для картины режиссёр Алексей Симонов выбрал пять рассказов: «Суд над Степаном Грохотом», «Роды на Огуречной земле», «Разговор», «Торговец Лобас» и «Большая вода».

## Сюжет
События фильма развиваются в 1935 году в Арктике. Костя Лобас, попавший в тундру приказчиком, живёт у заведующего факторией, Тиши. Однажды радист Игнатьич приносит тревожные новости: «В Карском лед, в проливе Вилькицкого лед, в устье Пясины лед». Это значит, что караван не придет, тундра будет голодать. Радист предлагает послать начальству радиограмму о бедственном положении, но заведующий факторией запрещает: «Начальство не любит бедственных положений, уж я-то знаю». Тогда Лобас пытается отправить радиограмму без ведома заведующего: он подкупает радиста спиртом. Но Игнатьич напивается и не может передать сообщение. Костя идёт к заведующему и требует подписать разрешение на передачу радиограммы. Заведующий, издеваясь над приказчиком, рвёт разрешение у него на глазах, и Лобас в бессильной ярости принимает решение бежать в Дальний, потому что жизнь у заведующего становится невыносимой.
Пройдя через тундру, обмороженный и измученный, он оказывается наконец в избушке полярников, в Дальнем. Там под начальством десятника Степана Грохота строится порт. Руководство в Москве озабочено тем, что по сводкам, которые передаются с места строительства, дела обстоят уж слишком благополучно, и отправляет на стройку нового, настоящего, начальника — Антона Семёновича. Он резок, нетерпим, порой даже жесток со своими подчинёнными. Режиссёр Алексей Симонов так описал героя Даля: «Что за человека он играл? Пепелище, где почти выгорели все „хорошо“ и „плохо“ и существуют только понятия пользы и вреда. Нравственность инженерную: соответствие параметров техническим условиям и проектной документации. Высокое напряжение, волю и единственную корысть — сделать дело». В нём не осталось практически ничего человеческого, из-за этого между начальником и строителями постоянно возникают конфликты, решить которые бывает непросто, ведь ни одна из сторон не хочет уступать. Полярники не любят начальника и смеются над ним, дают ему прозвище «суслик» за то, что он не знает Севера, не понимает, как обращаться с рабочими. Антон Семёнович же стремится установить на стройке железную дисциплину: он отбирает у людей спирт, заставляет их работать в пургу, требует уважительного отношения к себе и не допускает никаких пререканий. Рабочие недовольны обращением начальника — разжигателем протестов против новых порядков обычно выступает Степан Грохот, которого поддерживают остальные рабочие. За очередную бунтарскую выходку Степана лишают звания десятника, и он становится рядовым плотником.
В фильме показана действительно «обыкновенная» Арктика, её нелёгкие трудовые будни, во время которых герои пережидают пятидневную пургу, вручную двигают неверно поставленный при стройке ряж, принимают роды по радиотелеграфу, ссорятся, мирятся и выполняют свою тяжёлую работу. Это фильм о выживании в невыносимых северных условиях, о взаимоотношениях коллектива в замкнутом пространстве, о строительстве, которое вели полярники, и о трудностях, с которыми при этом сталкивались.

## В ролях
- Олег Даль — Антон Семёнович, новый начальник
- Олег Анофриев — Степан Грохот
- Афанасий Кочетков — Фёдор
- Ролан Быков — Андрей Миронович, доктор
- Георгий Корольчук — Костя Лобас
- Валентин Ерофеев — Воронов
- Александр Анисимов — Богучаров
- Александр Аржиловский — радист
- Виктор Павлов — повар
- Геннадий Юхтин — начальник из московского управления
- Эммануил Левин — радист фактории
- Генриетта Рыжкова — Таисия Павловна

## В эпизодах
М.Данилов, В.Кравченко, Н.Кузьмин, П.Щербаков, А.Рудаков, В.Паулус, В.Михайлов, А.Дубинкин, Н.Архипова, А.Азо, С.Дворецкий, И.Ефимов, А.Пышняк, Н.Харитонов, Ю.Шепелев

## Съёмочная группа
- Авторы сценария: Константин Симонов, Борис Горбатов
- Режиссёр-постановщик: Алексей Симонов
- Оператор-постановщик: Ростислав Давыдов
- Художники-постановщики: Алексей Рудяков, Елена Фомина
- Композитор: Вадим Биберган
- Звукооператор: Галина Лукина
- Режиссёр: Дмитрий Генденштейн
- Оператор: Александр Горбоносов
- Художники:

по костюмам Т.Милеант

 по гриму Л.Елисеева

 по декорациям А.Рогожкин
- Ассистенты:

режиссёра: О.Головина, К. Кононович

 оператора: С.Никифоров, Д. Попов

 звукооператора: В.Викторов

 по монтажу: Т.Прокофьева
- Симфонический оркестр:

дирижёр: Юрий Богданов

 музыкальный редактор: В.Лавров

## Сценарий
"Мне очень хотелось попробовать себя в игровом кино, потому что до этого фильма четыре года занимался документалистикой, — рассказывает Алексей Кириллович. — И когда я начал искать себе подходящий сценарий, отец сказал: «Подумай об „Обыкновенной Арктике“, потому что тебе по твоему опыту работы в экспедиции понятно, как происходит общение между людьми на отдалённой зимовке». На «Ленфильме» заявку приняли, но сказали, что сценарий должен писать Симонов-старший, потому что кто такой Симонов-младший, мы не знаем, мол, это кот в мешке. В качестве этого самого «кота» я и сел писать сценарий, потому что отцу было, естественно, некогда, и он надеялся, что я с этим справлюсь. Я справился, и фильм был запущен — правда, по сценарию, который, по официальным данным, был написан Константином Симоновым".
Изначально идея пригласить Даля на роль Антона Семёновича показалась Алексею Симонову невероятной:
— Попробуй Даля, — сказал мне отец.

— Даля?!
Прекрасного мальчика нашего кинематографа, обаятельного даже в гневе, в разнузданности; тонкого, ювелирно владеющего всеми оттенками палитры своей вечной юности? Ну, не так красиво я тогда рассуждал, но что-то подобное этому проносилось в голове. И в то же время я удержался от спора. Во-первых, потому, что одно, ещё более крамольное предложение старшего Симонова уже стало великолепной реальностью в «Живых и мёртвых»: Папанов — Серпилин, это была именно его идея. А во-вторых… Во-вторых, было что-то в столь хорошо мне знакомом Дале, что никогда не позволяло общаться с ним на полном «коротке», какой-то всегда присутствовавший или угадываемый холодок, какая-то иногда явственней, иногда туманней ощущаемая запертая на замки комната в столь, казалось бы, открытой, даже распахнутой квартире его жизни.

## Съёмки
Съёмки шли на льду Финского залива, в Кеми, на берегу Белого моря, в Амдерме, в заброшенном посёлке радиоцентра и в павильонах в Ленинграде.

Режиссёр Алексей Симонов вспоминал: «Когда по сюжету герой Олега опускался в водолазном костюме в ледяную воду, я с большим трудом уговорил Даля не лезть в воду самому — по роли в этом не было необходимости, а огромный пучеглазый водолазный шлем не давал возможности увидеть, чья голова находится внутри. Но даже не влезая в воду, не обязательные для съемки свинцовые грузы он заставил на него надеть. Ему это было нужно для самоощущения. А когда понадобилось снять план, где начальник долго стоит в одиночестве, глядя на унылую панораму строительства, это „долго“ могло возникнуть только из фактуры снега на его шинели. Так вот Олег ждал, пока метущая по Финскому заливу позёмка отфактурит его шинель, заковав в ледяную броню. И только после этого вошёл в кадр».

## Выход на экраны
Картина не получила широкой известности. По телевизору её показали лишь спустя полтора года после завершения съёмок, во время летних отпусков, днём. «Зачем нам разрушать романтический стереотип, сложившийся в представлении советского зрителя об Арктике 30-х годов», — эта фраза одного из принимающих прозвучала как комплимент, но и как некролог одновременно. Премьеру в Доме кино не разрешили. Не дали копии", — режиссёр фильма, А.Симонов.

## Технические данные
- Производство: творческое объединение телевизионных фильмов киностудии Ленфильм
- 2-серийный, художественный фильм, цветной
- Фильм снят на плёнке Шосткинского химкомбината Свема
- Продолжительность: 150 мин. (2 серии)

## Факты
Картина получилась очень реалистичной во многом благодаря тому, что режиссёр не только лично был знаком с Б.Горбатовым, но и сам провёл в Якутии полтора года — экспедиция состоялась в 1956 году, когда Алексею Симонову было 17 лет.